# Kenny Wooten

Kenneth Wooten Jr., né le 17 avril 1998 à Stockton en Californie, est un joueur américain de basket-ball. Il évolue au poste d'ailier fort.

## Biographie

### Carrière professionnelle
Le 14 janvier 2020, après 23 rencontres disputées à l'étage inférieur, il signe un contrat two-way avec les Knicks de New York.
Le 28 novembre 2020, il signe un contrat two-way avec les Rockets de Houston. Wooten est licencié le 16 décembre 2020.